# 16. п. н. е.
16. п. н. е. била је или обична година која почиње у понедјељак, уторак или сриједу или преступна година која почиње у понедјељак или уторак јулијанског календара и обична година која почиње у недјељу по пролептичком јулијанском календару. У то време је била позната као година конзулства Ахенобарба и Сципиона (или, ређе, година 738. Ab urbe condita). Деноминација 16. п. н. е. за ову годину се користи од раног средњег вијека, када је календарска ера Anno Domini постала преовлађујући метод у Европи за именовање година.

## Догађаји
- Тиберије влада Галијом. Трансалпска Галија је подељена на четири провинције: Галлија Нарбоненсис, Галија Лугдунум, Акуитанија и Белгика.
- Агрипа гради храм Маисон Царее у граду Ниму.
- Августов боравак у Галији (до 13. н.е.).
- Венчање Антоније Млађе, ћерке Марка Антонија, и Друза, Октавијановог посинка.